# Beyond the Sea (The X-Files)
«Beyond the Sea» es el decimotercer episodio de la primera temporada de la serie de televisión de ciencia ficción estadounidense The X-Files. Fue escrito por los coproductores ejecutivos Glen Morgan y James Wong, y dirigido por David Nutter. El episodio es una historia del «monstruo de la semana», desconectada de la mitología más amplia de la serie. El episodio se emitió por primera vez en los Estados Unidos el 7 de enero de 1994 en la cadena Fox. A pesar de una calificación Nielsen mediocre en comparación con otros episodios de la primera temporada, «Beyond the Sea» tuvo una recepción muy positiva entre los críticos.
El programa se centra en los agentes especiales del FBI Fox Mulder (David Duchovny) y Dana Scully (Gillian Anderson) que trabajan en casos vinculados a lo paranormal, llamado expedientes X. La trama del episodio ve al padre de Scully morir y su escepticismo puesto a prueba por Luther Lee Boggs, un prisionero en el corredor de la muerte que afirma tener poderes psíquicos.
El episodio mostró a los protagonistas invirtiendo sus roles habituales de «creyente» y «escéptico» por primera vez, e introdujo el tema de las figuras paternas que continuaría a lo largo de la serie. Los comentarios críticos notaron paralelismos entre el personaje de Dana Scully y el de Clarice Starling de The Silence of the Lambs.

## Argumento
Dana Scully (Gillian Anderson) comparte tiempo con sus padres, William (Don Davis) y Margaret Scully (Sheila Larken), poco después de Navidad. Después de que se van, ella se queda dormida en su sofá. Varias horas después, se despierta y ve a su padre sentado frente a ella, hablando en silencio. Suena el teléfono y ella responde a la llamada de su madre, quien le dice que su padre murió de un infarto una hora antes. Confusa, vuelve a mirar la silla, donde está vacía.
En Raleigh, Carolina del Norte, una pareja joven es secuestrada por un hombre vestido de policía. Fox Mulder (David Duchovny) le dice a Scully que Luther Lee Boggs (Brad Dourif), un asesino en serie que había ayudado a atrapar años antes, afirma haber tenido revelaciones psíquicas sobre el secuestro y se ofreció a ayudar a la policía a cambio de que su pena de muerte sea conmutada. Mulder es inusualmente escéptico sobre las afirmaciones de Boggs. Al visitar a Boggs en la prisión, los agentes le dan a Boggs una pieza de «evidencia» de la cual tiene una visión, solo para que se les diga que en realidad es un jirón de la camiseta de Mulder. Satisfechos de que esté mintiendo, la pareja se prepara para irse. Sin embargo, Scully mira a Boggs y ve otra visión de su padre, hablándole y cantando la canción que se había tocado en su funeral: «Beyond the Sea». Scully no le cuenta a Mulder sobre esto, y la pareja discute la posibilidad de que Boggs haya orquestado el secuestro con un compañero para evitar la ejecución.
Los agentes hicieron un periódico falso que declara que la pareja fue encontrada, con la esperanza de engañar a Boggs para que contacte a su cómplice. No se deja engañar, pero les da a los agentes pistas vagas sobre el caso. Scully, actuando sobre estos, primero encuentra un almacén donde se había retenido a la pareja, y luego lleva a Mulder y a varios otros agentes a un cobertizo donde el secuestrador retiene a la pareja. La chica es rescatada, pero el secuestrador dispara a Mulder y escapa con el novio. Después de esto, Mulder y la chica son enviados al hospital. A continuación, Boggs es visitado por Scully, a quien le da información sobre la nueva ubicación del secuestrador, advirtiéndole que evite «al diablo». Luego, Scully lleva a varios agentes a la ubicación que le dio Boggs, una cervecería, donde rescatan al novio secuestrado. Scully persigue al secuestrador mientras huye, pero se detiene en seco cuando corre a lo largo de un pórtico debajo del logotipo de la cervecería: un diablo azul lascivo. El pórtico cede y el secuestrador cae y muere.
Scully vuelve a hablar con Boggs, sugiriendo que si él hubiera orquestado el secuestro, el secuestrador habría sido consciente del peligro del que le advirtió. Boggs afirma poder contactar a su padre y se ofrece a transmitir un último mensaje de él si ella asiste a su ejecución. Cuando está a punto de ser ejecutado, Boggs ve que Scully no ha asistido.
Scully visita a Mulder en el hospital y le explica a Mulder que cambió de opinión y ahora cree en la teoría de Mulder de que Boggs arregló todo. Ella cita como evidencia que si Boggs sabía que ella era la compañera de Mulder, Boggs podría haber buscado la información sobre la muerte de su padre y haber usado esa información para manipularla. Mulder le pregunta por qué tenía miedo de creer, incluso si eso significaba perder la oportunidad de volver a escuchar a su padre a través de Boggs. Ella le dice que no necesitaba escuchar nada, porque ya sabía lo que le habría dicho su padre.

## Producción
«Beyond the Sea» fue escrito por los coproductores ejecutivos de The X-Files, Glen Morgan y James Wong; siendo el cuarto guion del dúo para la serie. El episodio fue dirigido por David Nutter. Como explicaron Morgan y Wong, su episodio fue escrito en respuesta a las críticas a la caracterización inicialmente limitada de Scully en el programa. Wong dijo: «Gillian Anderson necesitaba mostrar más su talento, y esta era una oportunidad perfecta para disipar esas nociones de que Scully nunca creerá. Era hora de que el personaje creciera, porque ella también estaba haciendo el mismo tipo de trabajos, a menudo». Los ejecutivos de Fox vetaron la idea dos veces antes de que Carter le dijera a la cadena, «lo estamos haciendo».

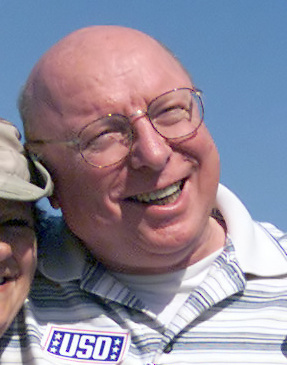
Don Davis interpretó al Capitán William Scully.

Don Davis fue elegido como el padre de la Agente Scully y fue uno de los varios actores de Twin Peaks que aparecieron en la serie. Davis regresó como William Scully en el episodio de la segunda temporada «One Breath». Sheila Larken, quien interpretó a la madre de Scully, Margaret, es la esposa del coproductor ejecutivo del programa R. W. Goodwin. Larken regresó para otros 15 episodios en el papel. Morgan y Wong lucharon duro para que el veterano actor de cine Brad Dourif interpretara el papel de Luther Lee Boggs frente a las preocupaciones sobre el costo de contratarlo. El creador de X-Files, Chris Carter, llamó al presidente de 20th Century Fox, Peter Roth, durante la cena de acción de gracias y lo convenció de que les permitiera elegir a Dourif para el papel. Se le pidió a Dourif que apareciera en el episodio con solo cuatro días de preparación. Originalmente rechazó el papel, hasta que los productores le dieron una semana más para prepararse. Mientras entraba en el personaje entre tomas, sus ejercicios de respiración profunda le volvieron la cara de un color púrpura brillante.
Este episodio es uno de los favoritos tanto del creador Carter, que lo llama su episodio favorito de la primera temporada, como de la actriz Gillian Anderson. El coguionista Morgan también lo elogia como un guion del que está orgulloso. El director Nutter dice del episodio: «Creo que es la pieza de dirección de actores más lograda que he podido hacer [...] Creo que este episodio realmente marcó una diferencia en la forma en que la audiencia ve a Scully. Creo que trajo una mucha dimensión para su personaje y para su persona definitivamente tuvo un gran impacto».